# 仙台YMCA国際ホテル専門学校
仙台YMCA国際ホテル専門学校（せんだいワイエムシーエーこくさいホテルせんもんがっこう）とは、宮城県仙台市青葉区立町にあるホテル業界・ブライダル業界・観光業界のスタッフを育成する専門学校。

## 所在地
- 〒980-0822 宮城県仙台市青葉区立町9-7

## 概要
非営利公益団体のキリスト教青年会（YMCA）に加盟している財団法人の仙台YMCA（仙台キリスト教青年会）により創立された専修学校である。
現在は「学校法人仙台YMCA学園」として運営(公式HPの沿革よりhttps://www.sendai-ymca.ac.jp/about_ymca）

## 設置学科
- ホテル科（2年制）高卒以上
- 国際おもてなし科（2年制）高卒以上
- 土曜課程・洋菓子製パン科（1年制）